# 永塚祐子
永塚 祐子（ながつか ゆうこ、1985年10月25日 - ）は、神奈川県出身の女子競輪選手。日本競輪選手会神奈川支部所属、ホームバンクは川崎競輪場。日本競輪選手養成所（以下、養成所）第118期生。師匠は石井毅（74期）。

## 経歴
小学校3年から大学までバスケットボールに打ち込んでいた。東海大学卒業後、藤和不動産（当時）に入社し、マンション販売などを手がけるOLとして携わった。社会人になってから趣味でピストバイクに乗るようになり、川崎競輪場での自転車イベントに参加したときに店員からガールズケイリンを勧められ、尾崎睦を紹介してもらい、競輪選手への挑戦を決意したという。
2019年1月17日、日本競輪学校（当時）第118回技能試験に合格。養成所に入所後は、第2回記録会で女子史上5人目のゴールデンキャップを獲得、第3回記録会でも再びゴールデンキャップを獲得し、小林優香以来女子2人目の複数回獲得者となった。在所競走成績は1位（35勝）。卒業記念レースは決勝5着。
2020年5月15日、広島競輪場での「競輪ルーキーシリーズ2020」（新人戦）でデビューし初勝利を挙げ、同開催で完全優勝かつ初優勝を果たす（5月17日）。「ルーキーシリーズ」では続いて出場した伊東温泉競輪場でも完全優勝し6連勝。同年7月17日からの平塚FIIで本格デビューし同開催では予選2走を2着・2着として決勝に進出するも決勝戦は7着に終わる。本格デビュー後はコンスタントに決勝戦に乗るもなかなか優勝できない状態が続いたが、2021年2月20日の取手FIIで本格デビュー後初優勝（通算3回目）。